# Славомір Сєраковський
Славомір Вітольд Сєраковський (народився 4 листопада 1979) — польський журналіст, літературознавець і соціолог, а також керівник Krytyka Polityczna (Політична критика), руху лівих інтелектуалів, митців і активістів, що базується в Польщі (з відділеннями в України, Німеччини та Росії) та директор Інституту перспективних досліджень у Варшаві.
Він вивчав соціологію, філософію, економіку в Коледжі міжфакультетських індивідуальних гуманітарних наук Варшавського університету та працював під керівництвом Ульріха Бека в Мюнхенському університеті. Був нагороджений стипендіями Collegium Invisibile у Варшаві, Гете-Інституту та Німецького фонду GFPS і DAAD, Германського фонду Маршалла США та Інституту відкритого суспільства.
Він написав есе та статті про польську та європейську політику та культуру, опубліковані кількома мовами. Його вважають одним із найвпливовіших поляків у мейнстрімній польській пресі: Polityka, Wprost, Newsweek. Він веде щомісячну колонку в міжнародному виданні New York Times.

## Робота і кар'єра
З 2002 року є засновником і головним редактором журналу Krytyka Polityczna (Політична критика) та Видавництва політичної критики, головою The Brave New World — найбільшого польського незалежного культурного центру та мозкового центру в Варшаві — місце, яке слугує форумом для дискусій, мистецьких презентацій та суспільно-політичних проектів.
У січні 2014 року він написав статтю в The Guardian «Вітаймо Україну в ЄС і відновімо віру в проект» із підзаголовком «Надання Україні вступу не тільки допомогло б українцям, це могло б покласти край песимізму в союзі та побудувати мости до Росії». У червні 2022 року ініціював збір коштів у Польщі на Bayraktar для оборони України від російської агресії.
11 березня 2025 року разом з Тімоті Снайдером розпочав збір коштів на броньовані евакуаційні автомобілі для порятунку українських військовослужбовців.